# 瓦卡斯區
10°01′22″N 85°22′02″W / 10.02278°N 85.36722°W
瓦卡斯區（西班牙語：Huacas District），是哥斯達黎加的行政區，位於該國西北部瓜納卡斯特省，由奧漢查縣負責管轄，面積31平方公里，海拔高度570米，2013年人口744人，人口密度每平方公里24人。